# Saint-Just (Cher)
Saint-Just è un comune francese di 622 abitanti situato nel dipartimento del Cher, nella regione del Centro-Valle della Loira.

## Società

### Evoluzione demografica
Abitanti censiti